# Operophtera marginata
Operophtera marginata là một loài bướm đêm trong họ Geometridae.